# Список эпизодов телесериала «Секунды до катастрофы»
В этой статье представлено описание серий американского документального телесериала «Секунды до катастрофы», посвящённого расследованию техногенных катастроф и стихийных бедствий. Первый выпуск вышел 6 июля 2004 года, последний — 22 февраля 2018 года. Каждая серия длится около 40—50 минут.

## Список эпизодов

### По дате первого показа

#### Сезон 1 (2004)
| # | №  | Название                                                            | Катастрофа                             | Дата катастрофы       | Причина катастрофы                                                                | Дата оригинального показа |
| --- | -- | ------------------------------------------------------------------- | -------------------------------------- | --------------------- | --------------------------------------------------------------------------------- | ------------------------- |
| 1 | 1  | «Крушение „Конкорда“» «Crash Of The Concorde»                       | Рейс Air France-4590                   | 25 июля 2000 года     | Повреждение шины шасси инородным объектом, утечка авиатоплива и его воспламенение | 6 июля 2004 года          |
| Сверхзвуковой авиалайнер «Конкорд» разгонялся по ВПП Парижского аэропорта, и у него внезапно лопнула шина шасси, куски которой повредили топливный бак и начался пожар. Через 2 минуты после взлёта лайнер рухнул на отель в Гонессе, погибли 113 человек. Катастрофа стала одной из причин последовавшего прекращения полётов «Конкордов».            |    |                                                                     |                                        |                       |                                                                                   |                           |
| 2 | 2  | «Ад в тоннеле» «Tunnel Inferno»                                     | Пожар в Монбланском тоннеле            | 24 марта 1999 года    | Пожар грузовика, гружённого горючими материалами                                  | 13 июля 2004 года         |
| Грузовик, перевозивший маргарин и муку, внезапно загорелся посередине Монбланского тоннеля, соединяющего Италию и Францию под горой Монблан. В пожаре, бушевавшем 53 часа, погибли 39 человек. |    |                                                                     |                                        |                       |                                                                                   |                           |
| 3 | 3  | «Бомба в Оклахома-Сити» «The Bomb In Oklahoma City»                 | Теракт в Оклахома-Сити                 | 19 апреля 1995 года   | Террористический акт                                                              | 20 июля 2004 года         |
| В качестве протеста против действий правительства США Тимоти Маквей припарковал начинённый взрывчаткой грузовик перед Федеральным зданием имени Альфреда П. Марра в Оклахома-Сити. Через 2 минуты грузовик взорвался, наполовину разрушив здание и убив 168 человек.                                                                                   |    |                                                                     |                                        |                       |                                                                                   |                           |
| 4 | 4  | «Пожар на борту „Звезды“» «Fire On The Star»                        | Пожар на пароме «Скандинавиан-Стар»    | 7 апреля 1990 года    | Поджог, плохая подготовка экипажа                                                 | 27 июля 2004 года         |
| В 02:00 ночи внезапно начался пожар на палубе №3 пассажирского парома «Скандинавиан-Стар», следовавшего по маршруту Фредериксхавн—Осло. Система вентиляции и непрофессиональные действия интернационального экипажа позволили огню быстро распространиться. Погибли 158 человек.                                                                       |    |                                                                     |                                        |                       |                                                                                   |                           |
| 5 | 5  | «Железнодорожная катастрофа под Эшеде» «Derailment At Eschede»      | Крушение ICE у Эшеде                   | 3 июня 1998 года      | Усталость металла                                                                 | 3 августа 2004 года       |
| У поезда «Intercity-Express» №884 по мере приближения к Эшеде внезапно разорвался бандаж третьей колёсной пары. На стрелочном переводе 14 вагонов ICE сошли с рельсов, врезались в опору моста и обрушили его на себя. Погиб 101 человек, ещё 88 получили ранения различной степени тяжести.                                                           |    |                                                                     |                                        |                       |                                                                                   |                           |
| 6 | 6  | «Крушение экспресса „Sunset Limited“» «Wreck Of The Sunset Limited» | Катастрофа поезда на Биг-Баю-Канот     | 22 сентября 1993 года | Столкновение баржи с мостом, изгиб моста и рельсов                                | 10 августа 2004 года      |
| Баржа заблудившегося в тумане буксира врезается в опору моста, чем смещает его ферму и вызывает изгиб проходящих по нему железнодорожных рельсов. Через несколько минут по мосту проходит поезд «Sunset Limited» компании «Amtrak». Он сходит с рельсов, первые 6 вагонов падают в воду, гибнут 47 человек.                                            |    |                                                                     |                                        |                       |                                                                                   |                           |
| 7 | 7  | «Авария на Чернобыльской АЭС» «Meltdown In Chernobyl»               | Авария на Чернобыльской АЭС            | 26 апреля 1986 года   | Недостатки конструкции реактора, плохое управление                                | 17 августа 2004 года      |
| Испытания, проводимые в реакторе №4 Чернобыльской АЭС, привели к мощному взрыву, в результате которого погиб 31 человек, многие территории и люди пострадали от радиационного заражения, а примыкающий к АЭС город Припять стал городом-призраком. |    |                                                                     |                                        |                       |                                                                                   |                           |
| 8 | 8  | «Ад в Гвадалахаре» «Inferno At Guadalajara»                         | Взрывы в Гвадалахаре                   | 22 апреля 1992 года   | Гальваническая коррозия металла, утечка бензина в канализацию                     | 24 августа 2004 года      |
| Через несколько дней после того, как жители Гвадалахары начали жаловаться на неприятный запах, утёкший в канализацию бензин вызвал 4 серии мощных взрывов, в которых погибли от 206 до 252 человек. |    |                                                                     |                                        |                       |                                                                                   |                           |
| 9 | 9  | «Пожар на лыжном спуске» «Fire On The Ski Slope»                    | Катастрофа в посёлке Капрун            | 11 ноября 2000 года   | Возгорание гидравлического масла в неисправном обогревателе                       | 31 августа 2004 года      |
| На горнолыжном курорте Капрун в момент проезда по тоннелю загорелся поезд фуникулёра. Поезд выгорел дотла, погибли 155 человек. 12 человек спаслись, пройдя вниз по тоннелю. |    |                                                                     |                                        |                       |                                                                                   |                           |
| 10 | 10 | «Взрыв в Северном море» «Explosion In The North Sea»                | Взрыв нефтяной платформы «Piper Alpha» | 6 июля 1988 года      | Взрыв СУГ, разрыв трубопровода, ошибки персонала                                  | 5 октября 2004 года       |
| В результате утечки и взрыва газа, а также последовавшего за ним пожара, на нефтяной платформе «Piper Alpha» в 177 километрах от побережья Шотландии погибли 167 человек. |    |                                                                     |                                        |                       |                                                                                   |                           |
| 11 | 11 | «Наводнение в Ставе» «Flood At Stava Dam»                           | Обрушение плотины «Val di Stava»       | 19 июля 1985 года     | Ошибки в обслуживании и управлении, перегрузка верхней плотины                    | 12 октября 2004 года      |
| После обрушения плотины «Val di Stava» оползень движется по долине Рио ди Става к реке Авизио, уничтожая всё на своём пути. Его жертвами стали 268 человек, было разрушено 63 дома и 8 мостов. |    |                                                                     |                                        |                       |                                                                                   |                           |
| 12 | 12 | «Столкновение на взлётной полосе» «Collision On The Runway»         | Столкновение на Тенерифе               | 27 марта 1977 года    | Ошибки экипажа Boeing 747 KLM и авиадиспетчеров                                   | 19 октября 2004 года      |
| Boeing 747 авиакомпании KLM разгоняется по ВПП в условиях плохой видимости, не убедившись в том, что она свободна, и врезался в Boeing 747 авиакомпании Pan American. Оба самолёта столкнулись и разрушились, в их обломках погибли 583 человека. Результаты расследования приводят к пересмотру процедуры радиосвязи между самолётами и диспетчерами. |    |                                                                     |                                        |                       |                                                                                   |                           |
| 13 | 13 | «Пентагон 11 сентября» «Pentagon 9/11»                              | Рейс American Airlines-077             | 11 сентября 2001 года | Угон самолёта, умышленное столкновение со зданием Пентагона                       | 26 октября 2004 года      |
| Рейс American Airlines-077 стал третьим самолётом, угнанным в рамках терактов 11 сентября 2001 года. Террористы направили его в здание Пентагона в Вашингтоне. Погибли 64 человека в самолёте и 125 человек в Пентагоне. |    |                                                                     |                                        |                       |                                                                                   |                           |

#### Сезон 2 (2005—2006)
| # | №  | Название                                                                         | Катастрофа                                    | Дата катастрофы      | Причина катастрофы                                                                                   | Дата оригинального показа |
| --- | -- | -------------------------------------------------------------------------------- | --------------------------------------------- | -------------------- | --- | ------------------------- |
| 14 | 1  | «Последний полёт „Колумбии“» «Columbia's Last Flight»                            | Катастрофа шаттла «Колумбия»                  | 1 февраля 2003 года  | Повреждение левого крыла и вызванный этим перегрев                                                   | 28 июня 2005 года         |
| Когда космический челнок «Колумбия» оторвался от стартового стола, часть термоизоляционной пены оторвалась от внешнего топливного бака и, упав, повредила левое крыло шаттла, однако в НАСА не обратили внимание на случившееся. Во время обратного полёта, при входе в атмосферу «Колумбия» перегрелась и рассыпалась на части. Все 7 членов экипажа погибли. |    |                                                                                  |                                               |                      | |                           |
| 15 | 2  | «Альпийское цунами» «Alpine Tsunami»                                             | Лавина в Гальтуре                             | 23 февраля 1999 года | Сход лавины                                                                                          | 5 июля 2005 года          |
| В январе над деревней Гальтур начинает формироваться снежный покров. И в итоге в конце февраля лавина сходит с горы и обрушивается на Гальтур. Она проникает во все три зоны городка, включая безопасную «зелёную». Погиб 31 человек. |    |                                                                                  |                                               |                      | |                           |
| 16 | 3  | «Авиакатастрофа на автомагистрали» «Motorway Plane Crash»                        | Рейс British Midland Airways-092              | 8 января 1989 года   | Отказ двигателя, ошибки экипажа                                                                      | 12 июля 2005 года         |
| У нового авиалайнера Boeing 737-400 во время следования по маршруту Лондон—Белфаст один за другим отказали оба двигателя, но экипаж не разобрался, какой именно двигатель отказал первым. При заходе на аварийную посадку самолёт врезался в автостраду M1, не долетев до взлётной полосы чуть менее километра. Из находившихся на его борту 126 человек погибли 47. Следствие выясняет, насколько велика степень вины пилотов.                                            |    |                                                                                  |                                               |                      | |                           |
| 17 | 4  | «Извержение вулкана на горе Святой Елены» «Mount St. Helens Eruption»            | Извержение Сент-Хеленс                        | 18 мая 1980 года     | Извержение вулкана, вызванное землетрясением, сход лахара, ошибочный прогноз вулканологов            | 26 июля 2005 года         |
| После 123 лет сна извёргся вулкан на горе Святой Елены. За считанные минуты клубы пепла превратили день в ночь, территория в радиусе 600 км² была разрушена. Погибли 57 человек. |    |                                                                                  |                                               |                      | |                           |
| 18 | 5  | «Крушение парома вблизи Зебрюгге» «Zeebrugge Ferry Disaster»                     | Катастрофа парома «Herald of Free Enterprise» | 6 марта 1987 года    | Ошибки экипажа                                                                                       | 16 августа 2005 года      |
| Перегруженный паром «Herald of Free Enterprise», выйдя в очередной рейс из порта Зебрюгге, опрокинулся посреди залива и полностью лёг на левый борт, но не затонул. Погибли 193 человека на его борту. Следствие выясняет, какие меры безопасности проигнорировал экипаж. |    |                                                                                  |                                               |                      | |                           |
| 19 | 6  | «Землетрясение в Кобе» «Kobe Earthquake»                                         | Землетрясение в Кобе                          | 17 января 1995 года  | Землетрясение                                                                                        | 30 августа 2005 года      |
| Ранним утром жители японского города Кобе внезапно проснулись от сильнейшего землетрясения, магнитуда которого достигала 7,3 по шкале Рихтера. За 20 секунд почти весь город превратился в руины, было разрушено около 400 000 зданий. Погибли 6434 человека, ещё 250 000 человек остались без крова. |    |                                                                                  |                                               |                      | |                           |
| 20 | 7  | «Аварийная посадка в Сиу-Сити» «Crash Landing At Sioux City»                     | Рейс United Airlines-232                      | 19 июля 1989 года    | Потеря управления, поломка двигателя, аварийная посадка                                              | 13 сентября 2005 года     |
| Во время очередного рейса у авиалайнера McDonnell Douglas DC-10 разлетелся вентиляторный диск в хвостовом двигателе, повредив все системы управления. Экипаж пытался сохранить контроль над машиной, но при заходе на аварийную посадку в аэропорту Сиу-Сити самолёт врезался в порог ВПП и разрушился. Из 296 человек на его борту погибли 111. |    |                                                                                  |                                               |                      | |                           |
| 21 | 8  | «Взрывы на Бали» «The Bali Bombing»                                              | Теракты на Бали                               | 12 октября 2002 года | Террористический акт                                                                                 | 20 сентября 2005 года     |
| Три террориста из группировки «Джемаа Исламия» совершают теракты на острове Бали. Нападение состояло из трёх взрывов: террорист-смертник и грузовик со взрывчаткой (оба взрыва прогремели в ночных клубах «Sary» и «Paddy Pub», переполненных людьми) и маленький взрыв около консульства США (пострадавших нет). Всего погибли 202 человека. В связи с гибелью граждан Австралии следователи этой страны направляются в Индонезию для проведения расследования.           |    |                                                                                  |                                               |                      | |                           |
| 22 | 9  | «Обрушение гостиницы в Сингапуре» «Hotel Collapse Singapore»                     | Обрушение гостиницы «New World»               | 15 марта 1986 года   | Ошибки при строительстве                                                                             | 27 сентября 2005 года     |
| В Сингапуре рухнула популярная гостиница «New World». Десятки постояльцев отеля за 1 минуту оказались под тоннами обломков. Погибли 33 человека, выжило 17. Следствие должно выяснить причины трагедии, чтобы определить, не находятся ли в той же опасности и другие здания Сингапура. |    |                                                                                  |                                               |                      | |                           |
| 23 | 10 | «Рейс TWA-800» «TWA Flight 800»                                                  | Рейс Trans World Airlines-800                 | 17 июля 1996 года    | Взрыв топливного бака, короткое замыкание из-за неисправной электропроводки, нагревшееся авиатопливо | 18 октября 2005 года      |
| Через 12,5 минут после вылета из Нью-Йорка у авиалайнера Boeing 747-100 взорвался топливный бак. Разорванный на две части самолёт рухнул в Атлантический океан, все 230 человек на его борту погибли. Следователям приходится всерьёз рассматривать версии теракта и попадания ракеты с корабля ВМС США, которые яростно поддерживают СМИ и некоторые очевидцы. |    |                                                                                  |                                               |                      | |                           |
| 24 | 11 | «Железнодорожная катастрофа в Париже» «Paris Train Crash»                        | Катастрофа на Лионском вокзале                | 27 июня 1988 года    | Отказ тормозов, ошибка локомотивной бригады                                                          | 1 ноября 2005 года        |
| Из-за ошибочных действий машиниста у поезда, следовавшего на Лионский вокзал, вышли из строя тормоза. Диспетчеры вокзала не сумели остановить неуправляемый поезд, и тот, вместо того чтобы занять свободный путь, понёсся прямо на переполненный пассажирами пригородный поезд. Поезда столкнулись, 56 человек погибли. Следствие обнаруживает не только ошибки машиниста, но и череду совпадений, которые привели к отказу всех систем безопасности на Лионском вокзале. |    |                                                                                  |                                               |                      | |                           |
| 25 | 12 | «Дирижабль „Гинденбург“» «The Hindenburg»                                        | Катастрофа дирижабля «Гинденбург»             | 6 мая 1937 года      | Утечка водорода, статическое электричество                                                           | 15 ноября 2005 года       |
| При заходе на посадку в Лейкхерсте (Нью-Джерси) у дирижабля «Гинденбург» произошёл взрыв в хвостовой части. Через 34 секунды объятый пламенем дирижабль рухнул на землю. Погибли 36 человек, многие выжившие получили серьёзные ожоги. В наши дни проводится новое расследование с использованием современных криминалистических методов и научных технологий, результаты которого сравниваются с результатами расследования почти 70-летней давности.                     |    |                                                                                  |                                               |                      | |                           |
| 26 | 13 | «Взрыв в Пуэрто-Рико» «Explosion In Puerto Rico»                                 | Взрыв в магазине «Humberto Vidal»             | 21 ноября 1996 года  | Утечка пропана                                                                                       | 13 декабря 2005 года      |
| Через неделю после того, как весь персонал обувного магазина «Humberto Vidal» почуял запах газа, в здании магазина прогремел мощный взрыв. Погибли 33 человека, 80 получили ранения. Расследование NTSB пытается саботировать газовая компания «San Juan Gas», которую могут обвинить в катастрофе. |    |                                                                                  |                                               |                      | |                           |
| 27 | 14 | «Обрушение галерей» «Skywalk Collapse»                                           | Катастрофа в отеле «Hyatt Regency»            | 17 июля 1981 года    | Ошибки при проектировании                                                                            | 10 января 2006 года       |
| В отеле «Hyatt Regency» через год после открытия подвесные переходы 2-го и 4-го этажей во время танцевальной вечеринки не выдерживают тяжести и рушатся в переполненный людьми зал. Погибли 114 человек, 186 получили ранения. Параллельно с официальным следствием проводится независимое журналистское расследование. |    |                                                                                  |                                               |                      | |                           |
| 28 | 15 | «Авиакатастрофа в Амстердаме» «Amsterdam Air Crash»                              | Рейс El Al-1862                               | 4 октября 1992 года  | Усталость металла, потеря 2 двигателей, разрушение гидравлической системы                            | 28 марта 2006 года        |
| Через 6 минут после взлёта грузовой Boeing 747-200 лишился сразу обоих правых двигателей. Пилоты продержали неуправляемый самолёт в воздухе 8 минут, но при заходе на аварийную посадку он свалился в штопор и врезался в жилой комплекс. Погибли 43 человека (39 из них на земле). Следствие выясняет, каким образом могли оторваться сразу два двигателя. |    |                                                                                  |                                               |                      | |                           |
| 29 | 16 | «Катастрофа российской атомной подводной лодки» «Russia's Nuclear Sub Nightmare» | Катастрофа АПЛ «Курск»                        | 12 августа 2000 года | Утечка перекиси водорода и последовавшая за ней химическая реакция, плохое техническое обслуживание  | 18 апреля 2006 года       |
| Во время учений в Баренцевом море в торпедном отсеке российской АПЛ «К-141 „Курск“» взорвалась бракованная учебная торпеда. Через 2 минуты после первого взрыва происходит второй, более мощный взрыв, и подводная лодка затонула на глубине 108 метров. Погиб весь её экипаж — 118 человек. Российскими и британскими следователями рассматриваются версии от халатности до умышленной атаки другого подводного судна.                                                    |    |                                                                                  |                                               |                      | |                           |
| 30 | 17 | «Пожар в Лондонском метро» «King's Cross Fire»                                   | Пожар на станции «Кингс-Кросс»                | 18 ноября 1987 года  | Брошенная непотушенная спичка, эффект траншеи                                                        | 19 мая 2006 года          |
| Маленький язычок пламени на деревянном эскалаторе станции лондонского метрополитена «Кингс-Кросс» за считанные минуты превратился в смертоносный огненный поток, охвативший зал билетных касс. В огне погиб 31 человек. Расследование приводит к пересмотру техники безопасности в метро. |    |                                                                                  |                                               |                      | |                           |
| 31 | 18 | «Взрывы в американских посольствах» «US Embassy Bombing»                         | Взрывы посольств США в Африке                 | 7 августа 1998 года  | Террористический акт                                                                                 | 27 июня 2006 года         |
| У здания посольства США в Найроби (Кения) взорвался грузовик со взрывчаткой. В это же самое время точно такой же взрыв произошел у посольства США в Дар-Эс-Саламе (Танзания). В Найроби — 213 погибших и свыше 4000 раненых, в Дар-Эс-Саламе — 11 погибших, 85 раненых. |    |                                                                                  |                                               |                      | |                           |
| 32 | 19 | «Авиакатастрофа на болотах Флориды» «Florida Swamp Air Crash»                    | Рейс ValuJet Airlines-592                     | 11 мая 1996 года     | Пожар в грузовом отсеке, вызванный активацией кислородного генератора                                | 11 июля 2006 года         |
| Через 2 минуты после взлёта в грузовом отсеке авиалайнера McDonnell Douglas DC-9 начался пожар. Экипаж направил самолёт обратно в Майами, но во время разворота лайнер вошел в отвесное пикирование и рухнул в болото Эверглейдс. Все 110 человек на его борту погибли. Следствие выясняет причины пожара с учётом того, что сам самолёт был в неудовлетворительном состоянии.                                                                                             |    |                                                                                  |                                               |                      | |                           |

#### Сезон 3 (2006—2007)
| # | №  | Название                                                                | Катастрофа                                         | Дата катастрофы                                             | Причина катастрофы                                                                  | Дата оригинального показа |
| --- | -- | ----------------------------------------------------------------------- | -------------------------------------------------- | ----------------------------------------------------------- | ----------------------------------------------------------------------------------- | ------------------------- |
| 33 | 1  | «Титаник» «Titanic»                                                     | Катастрофа лайнера «Титаник»                       | 15 апреля 1912 года                                         | Столкновение с айсбергом, ошибки при строительстве                                  | 25 июля 2006 года         |
| Пассажирский лайнер «Титаник» через 4 дня плавания по маршруту Саутгемптон—Нью-Йорк столкнулся с айсбергом. Удар был такой силы, что не выдержали заклёпки, установленные в носовой части, и вода хлынула в отсеки лайнера. Он затонул через 2 часа и 40 минут, а из находившихся на его борту свыше 2200 человек спаслось всего менее 700. В наши дни с использованием современных технологий проводится новое расследование, которое стремится выявить подлинную причину катастрофы. |    |                                                                         |                                                    |                                                             |                                                                                     |                           |
| 34 | 2  | «Взрыв на авианосце» «Aircraft Carrier Explosion»                       | Пожар на авианосце «Форрестол»                     | 29 июля 1967 года                                           | Самопроизвольный запуск ракеты, взрыв проржавевших боеприпасов                      | 15 августа 2006 года      |
| На авианосце «Форрестол» самопроизвольно выпущенная ракета попала в штурмовик А-4 Skyhawk: авиатопливо, вытекшее из пробитого бака самолёта, загорелось, а от него взорвались ещё 9 самолётов с боекомплектами на полётной палубе в кормовой части авианосца. Пожарная команда не смогла справиться с огнём. Погибли 134 человека, ещё 161 получил ранения и ожоги, а сам авианосец чуть не затонул. В наши дни раскрываются подробности хода расследования, проведённого ВМС США.     |    |                                                                         |                                                    |                                                             |                                                                                     |                           |
| 35 | 3  | «Авиакатастрофа в Нью-Йорке» «Plane Crash In Queens»                    | Рейс American Airlines-587                         | 12 ноября 2001 года                                         | Разрушение в воздухе, ошибки второго пилота                                         | 6 сентября 2006 года      |
| Спустя 2 месяца после террористических атак на ВТЦ в Нью-Йорке происходит ещё одна авиакатастрофа. Через 106 секунд после взлёта у авиалайнера Airbus A300 из-за ошибочных действий второго пилота оторвался стабилизатор. Потерявший управление самолёт рухнул на жилой район пригорода Куинс, погибли 265 человек (5 из них на земле). Общественность твёрдо убеждена, что это новый теракт.                                                                                         |    |                                                                         |                                                    |                                                             |                                                                                     |                           |
| 36 | 4  | «Кровавая бойня на Олимпиаде в Мюнхене» «Munich Olympic Massacre»       | Теракт на Олимпийских играх в Мюнхене              | 5—6 сентября 1972 года                                      | Захват заложников, многочисленные ошибки при проведении спасательной операции       | 13 сентября 2006 года     |
| Во время летних Олимпийских игр в Мюнхене палестинская террористическая организация «Чёрный сентябрь» захватила в заложники олимпийскую сборную Израиля. Попытка освободить заложников силами полиции ФРГ без участия армии провалилась. Всего погибли 17 человек. В наши дни анализируются ошибки полиции ФРГ, допущенные при организации операции, начиная с момента захвата заложников в Олимпийской деревне.                                                                       |    |                                                                         |                                                    |                                                             |                                                                                     |                           |
| 37 | 5  | «Обрушение супермаркета» «Superstore Collapse»                          | Обрушение универмага «Sampoong»                    | 29 июня 1995 года                                           | Пренебрежение нормами безопасности при проектировании, строительстве и эксплуатации | 20 сентября 2006 года     |
| В 1993 году на крыше супермаркета «Sampoong» были установлены три новых кондиционера, и из-за их веса в крыше образовались трещины, которые пошли вниз на 5 этаж. Через 2 года трещины начали разрастаться, и в итоге настил 5 этажа не выдерживает и проваливается. За 20 секунд весь универмаг обрушивается, под его руинами погибают 502 человека. Следствие выясняет, может ли подобная катастрофа повториться с любым другим зданием в Сеуле.                                     |    |                                                                         |                                                    |                                                             |                                                                                     |                           |
| 38 | 6  | «Авиакатастрофа в Вашингтоне» «Plane Crash In The Potomac»              | Рейс Air Florida-090                               | 13 января 1982 года                                         | Обледенение, ошибки экипажа                                                         | 27 сентября 2006 года     |
| Через 24 секунды после взлёта в снежную погоду обледеневший авиалайнер Boeing 737-200 теряет управление и врезается в мост через реку Потомак. Разрушившись на четыре части, самолёт рухнул в реку и ушёл под воду. Погибли 78 человек (4 из них на мосту), на борту самолёта выжили только 5. С учётом того, что остальные обледеневшие самолёты взлетали и садились вполне нормально, следствие ищет другие факторы, ставшие причиной трагедии.                                      |    |                                                                         |                                                    |                                                             |                                                                                     |                           |
| 39 | 7  | «Азиатское цунами» «Asian Tsunami»                                      | Землетрясение в Индийском океане                   | 26 декабря 2004 года                                        | Землетрясение и последовавшее за ним цунами                                         | 25 октября 2006 года      |
| Сдвиг двух тектонических плит в Индийском океане вызвал подводное землетрясение. Оно вызвало волны цунами (их высота достигала 15 метров), которые пошли по всему океану и достигли берегов Индонезии, Шри-Ланки, Индии, Таиланда, Мальдив и Сомали. Для туристов рай за считанные секунды превратился в ад. Погибли примерно 226 000 человек (точное число погибших неизвестно). |    |                                                                         |                                                    |                                                             |                                                                                     |                           |
| 40 | 8  | «Падение „Кометы“» «Comet Air Crash»                                    | Рейс BOAC-781, рейс South African Airways-201      | рейс 781: 10 января 1954 года, рейс 201: 8 апреля 1954 года | Конструктивные ошибки, усталость металла                                            | 15 ноября 2006 года       |
| 10 января 1954 года авиалайнер «Комета-1» разрушился в воздухе и рухнул в Средиземное море через 26 минут после взлёта, погибли 35 человек. Через 4 месяца та же участь постигла ещё одну «Комету-1», погиб 21 человек. Следствие проводилось несколько месяцев с использованием технологий, которые только-только зарождались и стали обыденными лишь в XXI веке. В наши дни результаты расследования 50-летней давности перепроверяются с помощью современных технологий и методов.  |    |                                                                         |                                                    |                                                             |                                                                                     |                           |
| 41 | 9  | «Чикагский рейс 191» «Chicago Air Crash»                                | Рейс American Airlines-191                         | 25 мая 1979 года                                            | Плохое обслуживание, усталость металла, потеря двигателя                            | 29 ноября 2006 года       |
| В момент разгона по ВПП у авиалайнера McDonnell Douglas DC-10 оторвался левый двигатель. Через 31 секунду после взлёта самолёт резко накренился влево и рухнул на землю недалеко от трейлерного парка. Погиб 271 человек в самолёте и 2 человека на земле. Следствие ищет предельно точную причину отрыва двигателя. |    |                                                                         |                                                    |                                                             |                                                                                     |                           |
| 42 | 10 | «Взрыв на Техасском нефтеперерабатывающем заводе» «Texas Oil Explosion» | Взрыв на нефтеперерабытывающем заводе в Техас-Сити | 23 марта 2005 года                                          | Ошибки персонала                                                                    | 6 декабря 2006 года       |
| На нефтеперерабатывающем заводе компании British Petroleum в Техасе из-за ошибок персонала, запускавшего дистиляционную башню, прогремел мощный взрыв. Взрывная волна ощущалась на расстоянии 8 километров. За несколько минут весь завод был охвачен пламенем, в котором погибли 15 человек. Следствие выясняет, какие ошибки допустил персонал и почему системы безопасности не предотвратили катастрофу.                                                                            |    |                                                                         |                                                    |                                                             |                                                                                     |                           |
| 43 | 11 | «Нашествие торнадо» «Tornado Outbreak»                                  | Нашествие торнадо                                  | 3—4 апреля 1974 года                                        | Торнадо                                                                             | 2 января 2007 года        |
| Самая сильная вспышка торнадо в истории США породила серию из 148 торнадо, которые пронеслись по 13 американским штатам и по одной провинции Канады. Погибли 315 человек, более 5000 получили ранения. |    |                                                                         |                                                    |                                                             |                                                                                     |                           |
| 44 | 12 | «Космический челнок „Челленджер“» «Space Shuttle Explosion»             | Катастрофа шаттла «Челленджер»                     | 28 января 1986 года                                         | Повреждение уплотнительного кольца правого ускорителя                               | 31 января 2007 года       |
| Космический челнок «Челленджер» из-за неполадки в одном из твердотопливных ускорителей взорвался через 73 секунды после отрыва от стартового стола. Погибли все 7 членов его экипажа. Попытки инженера НАСА отменить запуск шаттла не увенчались успехом. В наши дни раскрываются подробности хода расследования трагедии, так как НАСА не огласила полный список факторов, приведших к катастрофе.                                                                                    |    |                                                                         |                                                    |                                                             |                                                                                     |                           |
| 45 | 13 | «Извержение вулкана на острове Монтсеррат» «Eruption On Montserrat»     | Извержение вулкана Суфриер-Хилс                    | 18 июля 1995 года, 25 июня 1997 года                        | Извержение вулкана, обрушение вулканического купола, пирокластические потоки        | 7 марта 2007 года         |
| После сотен лет сна извёргся вулкан из комплекса Суфриер-Хилс на острове Монтсеррат. Весь город Плимут был эвакуирован, а через несколько дней город был занесен пеплом. Через 2 года вулкан извергся ещё раз, погибли 19 человек. |    |                                                                         |                                                    |                                                             |                                                                                     |                           |

#### Сезон 4 (2011)
| # | № | Название                                            | Катастрофа                                  | Дата катастрофы       | Причина катастрофы                                                    | Дата оригинального показа | Дата показа в России |
| --- | - | --------------------------------------------------- | ------------------------------------------- | --------------------- | --------------------------------------------------------------------- | ------------------------- | -------------------- |
| 46 | 1 | «11 сентября» «9/11»                                | Террористические акты 11 сентября 2001 года | 11 сентября 2001 года | Террористический акт                                                  | 5 сентября 2011 года      | 7 сентября 2011 года |
| 11 сентября 2001 года террористы «Аль-Каиды» захватили 4 авиалайнера. Первый и второй врезались в башни Всемирного торгового центра (Нью-Йорк), третий в здание Пентагона (Вашингтон), четвёртый рухнул на поле в штате Пенсильвания (пассажиры оказали террористам сопротивление). В результате терактов погибли 2977 человек и 19 террористов. Комиссия по расследованию обнаруживает серию ошибок в работе спецслужб, которые не смогли совместными усилиями предотвратить теракты, а также проблемы взаимодействия военных структур с гражданскими. |   |                                                     |                                             |                       |                                                                       |                           |                      |
| 47 | 2 | «Перл-Харбор» «Pearl Harbor»                        | Нападение на Перл-Харбор                    | 7 декабря 1941 года   | Военные действия                                                      | 12 сентября 2011 года     | 4 декабря 2011 года  |
| 7 декабря 1941 года Япония совершила авианалёт на военные базы США, расположенные в окрестностях Перл-Харбора. Погибли 2467 человек, были потоплены несколько линейных кораблей. Это стало причиной вступления американцев во Вторую мировую войну. В наши дни рассекреченные архивы помогают прояснить, как разрабатывалась операция по нападению на Перл-Харбор и какие стратегические ошибки допустили японцы. |   |                                                     |                                             |                       |                                                                       |                           |                      |
| 48 | 3 | «Паддингтонская авария» «Paddington Rail Disaster»  | Катастрофа около станции Паддингтон         | 5 октября 1999 года   | Пропуск красного сигнала железнодорожного светофора, ошибки машиниста | 19 сентября 2011 года     | 20 февраля 2012 года |
| Неподалёку от станции Паддингтон в Лондоне произошло лобовое столкновение двух поездов, в результате чего прогремел мощный взрыв. Погиб 31 человек (в том числе оба машиниста). Расследование выявляет серию просчётов в системе безопасности железнодорожного транспорта Великобритании. |   |                                                     |                                             |                       |                                                                       |                           |                      |
| 49 | 4 | «Столкновение в небе» «Death In Mid-Air»            | Столкновение над Боденским озером           | 1 июля 2002 года      | Столкновение в воздухе, ошибки экипажа Ту-154 и авиадиспетчера        | 26 сентября 2011 года     | 27 февраля 2012 года |
| 1 июля 2002 года грузовой самолёт Boeing 757-200 и пассажирский авиалайнер Ту-154М столкнулись над Боденским озером (Германия). Погиб 71 человек, в том числе 52 ребёнка. Через 2 года после катастрофы человек, потерявший свою семью в трагедии, убил работавшего в ту ночь авиадиспетчера, считая его виновным в катастрофе. Следствие пытается установить степень вины пилотов обоих самолётов, авиадиспетчера и компании, в которой он работал. |   |                                                     |                                             |                       |                                                                       |                           |                      |
| 50 | 5 | «Трагедия на канатной дороге» «Cable Car Collision» | Катастрофа на канатной дороге в Кавалезе    | 3 февраля 1998 года   | Столкновение с препятствием в контролируемом полёте                   | 3 октября 2011 года       | 13 февраля 2012 года |
| Истребитель Grumman EA-6 Prowler КМП США разрушил левым крылом опорные конструкции канатной дороги около итальянского города Кавалезе. Одна из кабинок упала с 80-метровой высоты, погубив 20 человек, а истребитель благополучно приземлился на своей авиабазе. Пилота требуют привлечь к уголовной ответственности. |   |                                                     |                                             |                       |                                                                       |                           |                      |
| 51 | 6 | «Бхопал» «Bhopal Nightmare»                         | Бхопальская катастрофа                      | 3 декабря 1984 года   | Техногенная катастрофа                                                | 10 октября 2011 года      | 5 марта 2012 года    |
| На химическом заводе компании «Union Carbide» в Бхопале (Индия) произошёл аварийный выброс ядовитых паров метилизоцианата. Промедление в информировании населения привело к огромным жертвам: 3000 человек погибли непосредственно в день аварии, ещё 15 000 умерли от её последствий в течение нескольких лет. Компания «Union Carbine» отстаивает версию о саботаже, которую не принимают следователи Индии и США. |   |                                                     |                                             |                       |                                                                       |                           |                      |

#### Сезон 5 (2012)
| # | № | Название                                                     | Катастрофа                                   | Дата катастрофы                | Причина катастрофы                                                        | Дата оригинального показа | Дата показа в России |
| --- | - | ------------------------------------------------------------ | -------------------------------------------- | ------------------------------ | ------------------------------------------------------------------------- | ------------------------- | -------------------- |
| 52 | 1 | «Фукусима» «Fukushima»                                       | Авария на АЭС «Фукусима-1»                   | 11 марта 2011 года             | Повреждение реактора в результате землетрясения и цунами                  | 11 марта 2012 года        | 11 марта 2012 года   |
| Мощное землетрясение и цунами в Японии привели к тому, что в реакторе №1 АЭС «Фукусима-1» вышли из строя средства энергоснабжения и резервные дизельные электростанции. На следующий день в реакторе прогремел мощный взрыв, из-за которого обрушилась часть конструкций и повысился уровень радиации. Погибли 2 человека, огромная часть территории была объявлена зоной бедствия. Специалисты полагают, что станция не могла выдержать ни землетрясение такой мощности, ни цунами в принципе. |   |                                                              |                                              |                                |                                                                           |                           |                      |
| 53 | 2 | «Бисмарк» «Bismarck»                                         | Потопление линкора «Бисмарк»                 | 27 мая 1941 года               | Военные действия                                                          | 18 марта 2012 года        | 19 марта 2012 года   |
| Во время похода по Датскому проливу линкор «Бисмарк», участвовавший в операции «Рейнские учения» по борьбе против Атлантических конвоев, потопил линейный крейсер «Худ», но и сам был повреждён. Начавшаяся охота за «Бисмарком» привела к тому, что через 3 дня линкор был потоплен совместными усилиями британского флота и морской авиации. Из 2200 членов его экипажа спаслось всего 114. Архивные данные показывают, каким образом британцы следили за «Бисмарком» и осуществляли операцию по его уничтожению. |   |                                                              |                                              |                                |                                                                           |                           |                      |
| 54 | 3 | «Горное цунами» «Mountain Tsunami»                           | Катастрофа на плотине Вайонт                 | 9 октября 1963 года            | Проливные дожди, подъём грунтовых вод                                     | 25 марта 2012 года        | 26 марта 2012 года   |
| В чашу водохранилища плотины Вайонт обрушился большой горный массив длиной 2 километра. Это вызвало перелив воды через плотину и водяной вал высотой 90 метров пронёсся по нижележащим территориям, уничтожая всё на своем пути. |   |                                                              |                                              |                                |                                                                           |                           |                      |
| 55 | 4 | «Штурм секты „Ветвь Давидова“» «Waco Cult»                   | Осада «Маунт Кармел»                         | 28 февраля—19 апреля 1993 года | Неудачная попытка штурма, пожар                                           | 1 апреля 2012 года        | 2 апреля 2012 года   |
| 28 февраля 1993 года силами ФБР США началась осада поместья «Маунт Кармел», где находились члены секты «Ветвь Давидова», обвинявшиеся в незаконном хранении автоматического оружия и удерживании заложников. Осада длилась 50 дней и закончилась штурмом c применением танков, в ходе которого поместье «Маунт Кармел» сгорело дотла. В пожаре погибли 79 человек. В наши дни специалисты, восстанавливая хронологию событий, пытаются проверить, могли ли быть агенты ФБР непосредственно причастны к поджогу поместья и гибели гражданских. |   |                                                              |                                              |                                |                                                                           |                           |                      |
| 56 | 5 | «Нефтяная платформа „Deepwater Horizon“» «Deepwater Horizon» | Взрыв нефтяной платформы «Deepwater Horizon» | 20 апреля 2010 года            | Человеческий фактор, технические неполадки                                | 15 апреля 2012 года       | 16 апреля 2012 года  |
| На нефтяной платформе «Deepwater Horizon» в Мексиканском заливе произошёл мощный взрыв. Последовавший за этим разлив нефти стал крупнейшим в истории США и превратил аварию в катастрофу, в которой из 126 человек-работников платформы погибли 11 и пострадало 17. |   |                                                              |                                              |                                |                                                                           |                           |                      |
| 57 | 6 | «Атака на Мумбаи» «Massacre In Mumbai»                       | Серия терактов в Мумбаи                      | 26—29 ноября 2008 года         | Террористический акт на религиозной почве, игнорирование мер безопасности | 22 апреля 2012 года       | 23 апреля 2012 года  |
| 26 ноября 2008 года в Мумбаи (Индия) террористы из организации «Деккан Муджахедин», прошедшие обучение в пакистанских лагерях группировки «Лашкаре-Тайба», совершают серию терактов. Они расстреливают мирных граждан в зданиях вокзала «Виктория-Терминус», кафе «Leopold Cafe», еврейского центра «Nariman House» и в гостиницах «Taj Mahal Palace & Tower» и «Oberoi Trident», а также взрывая бомбы в такси. Жертвами терактов стали 195 человек, ещё 18 погибли от пуль индийских сил безопасности. Расследование открывает неприятный факт: индийские службы безопасности ещё два года тому назад получили сведения о возможности совершения терактов в Мумбаи, но не было предпринято достаточных мер безопасности. |   |                                                              |                                              |                                |                                                                           |                           |                      |

#### Сезон 6 (2012—2013)
| # | №  | Название                                                 | Катастрофа                             | Дата катастрофы       | Причина катастрофы                            | Дата оригинального показа | Дата показа в России                  |
| --- | -- | -------------------------------------------------------- | -------------------------------------- | --------------------- | --------------------------------------------- | ------------------------- | ------------------------------------- |
| 58 | 1  | «Падение „Чёрного ястреба“» «Black Hawk Down»            | Сражение в Могадишо                    | 3—4 октября 1993 года | Военные действия, недооценка противника       | 19 ноября 2012 года       | 18 ноября 2012 года                   |
| Небольшая операция армии США в Сомали по захвату лидеров боевиков превратилась в кровопролитную битву, в которой погибли 18 американских рейнджеров и от 500 до 1000 сомалийцев. План по использованию миротворческих сил для погашения конфликта срывается. В наши дни военные историки и свидетели событий анализируют, в чём ошиблись американцы при подготовке к операции.                                      |    |                                                          |                                        |                       |                                               |                           |                                       |
| 59 | 2  | «Джонстаунская секта самоубийц» «Jonestown Suicide Cult» | Трагедия в Джонстауне                  | 18 ноября 1978 года   | Массовое самоубийство                         | 5 ноября 2012 года        | 25 ноября 2012 года                   |
| 18 ноября 1978 года лидер деструктивной секты «Храм народов» Джеймс Джонс призвал своих последователей совершить акт «революционного самоубийства». В результате погибли 909 граждан США, это крупнейшее массовое самоубийство в истории страны. Следствие устанавливает, что Джонс знал о слежке со стороны правительства США за сектой и вооружил охрану на случай возможного нападения.                          |    |                                                          |                                        |                       |                                               |                           |                                       |
| 60 | 3  | «Пожар в кабине» «Fire in the Cockpit»                   | Рейс Swissair-111                      | 2 сентября 1998 года  | Пожар на борту, неисправность электропроводки | 12 ноября 2012 года       | 2 декабря 2012 года                   |
| Пожар в кабине пилотов авиалайнера McDonnell Douglas MD-11 повредил все жизненно важные системы управления и привёл к падению самолёта в залив святой Маргарет, в котором погибли 229 человек. Расследование приводит к радикальному пересмотру систем пожарной безопасности в самолётах. |    |                                                          |                                        |                       |                                               |                           |                                       |
| 61 | 4  | «В мёртвой зоне» «Into The Death Zone»                   | Катастрофа на Эвересте                 | 10—11 мая 1996 года   | Альпинистские бедствия                        | 26 ноября 2012 года       | 9 декабря 2012 года                   |
| В начале мая 1996 года при восхождении на Эверест в снежную бурю попали две группы альпинистов. Жертвами снежной бури становятся 9 альпинистов, в том числе известный новозеландский альпинист-ветеран Роберт Холл. |    |                                                          |                                        |                       |                                               |                           |                                       |
| 62 | 5  | «Смертельный ужас над Токио» «Terrified Over Tokio»      | Рейс Japan Air Lines-123               | 12 августа 1985 года  | Отрыв стабилизатора, потеря управления        | 3 декабря 2012 года       | 16 декабря 2012 года                  |
| Через 12 минут после взлёта на авиалайнере Boeing 747-100 разрушилась задняя перегородка, в результате чего полностью оторвался вертикальный хвостовой стабилизатор. Экипаж удерживал неуправляемый самолёт в воздухе в течение 32 минут, но он врезался в гору в 100 километрах от Токио. Из находившихся на его борту 520 человек выжили всего 4, хотя прибытие спасателей вовремя могло бы спасти больше жизней. |    |                                                          |                                        |                       |                                               |                           |                                       |
| 63 | 6  | «Поезд-беглец» «Runaway Train»                           | Железнодорожная катастрофа в Амагасаки | 25 апреля 2005 года   | Превышение скорости, сход с рельсов           | 10 декабря 2012 года      | 23 декабря 2012 года                  |
| 25 апреля 2005 года 7-вагонный пригородный поезд, машинист которого торопился на конечную станцию, сошёл с рельсов и врезался в здание многоэтажной парковки перед станцией Амагасаки (Япония). Погибли 107 человек, ещё 562 получили ранения. Расследование выявляет серьёзные недочёты в политике железнодорожной компании, которой принадлежал разбившийся поезд.                                                |    |                                                          |                                        |                       |                                               |                           |                                       |
| 64 | 7  | «Нагасаки: забытая бомба» «The Forgotten Bomb»           | Бомбардировка Нагасаки                 | 9 августа 1945 года   | Военные действия, отказ Японии капитулировать | 16 декабря 2012 года      | 30 декабря 2012 года                  |
| 6 августа 1945 года на заключительной стадии Второй мировой войны американский самолёт сбросил первую атомную бомбу над Хиросимой, что привело к колоссальным жертвам. 9 августа, после того, как японцы не ответили на ультиматум США, вторая бомба упала на Нагасаки. Историки устанавливают, был ли шанс у Японии избежать налёта на Нагасаки.                                                                   |    |                                                          |                                        |                       |                                               |                           |                                       |
| 65 | 8  | «Норвежская бойня» «Norway Massacre»                     | Теракты в Норвегии                     | 22 июля 2011 года     | Террористический акт, массовый расстрел       | 22 июля 2012 года         | 22 июля 2012 года, 6 января 2013 года |
| 22 июля 2011 года Андерс Брейвик совершил террористическую атаку, начав со взрыва грузовика у правительственного здания в Осло и закончив расстрелом десятков подростков в молодёжном лагере на острове Утойя. Суд приговорил его к 21 году лишения свободы. К своему нападению Брейвик готовился 2 года, и его действия не отслеживались полицией.                                                                 |    |                                                          |                                        |                       |                                               |                           |                                       |
| 66 | 9  | «Гибель эсминца „Ковентри“» «Sinking The Coventry»       | Потопление эсминца «Ковентри»          | 25 мая 1982 года      | Военные действия                              | 27 декабря 2012 года      | 13 января 2013 года                   |
| Во время Фолклендской войны аргентинские бомбардировщики совершают налёт на корабли ВМФ Великобритании, прикрывающие десант британских войск на Фолклендские острова. Через 20 минут после вылета одна из бомб попадает в эсминец «Ковентри», который переворачивается и идёт ко дну. Военные историки выясняют причины всех действий экипажа «Ковентри».                                                           |    |                                                          |                                        |                       |                                               |                           |                                       |
| 67 | 10 | «Крушение вертолёта „Чинук“» «Chinook Helicopter Crash»  | Катастрофа вертолёта «Chinook»         | 2 июня 1994 года      | Не установлена                                | 7 января 2013 года        | 20 января 2013 года                   |
| При крушении вертолёта «Chinook» в Северной Ирландии погибли 29 человек: 4 пилота и 25 сотрудников служб безопасности, летевшие в Шотландию на конференцию по вопросам безопасности. Расследование проводилось на протяжении 17 лет, прежний приговор по делу о катастрофе до этого не был в силе. В фильме рассматриваются три версии катастрофы, но ни одна из них не претендует на истинную причину.             |    |                                                          |                                        |                       |                                               |                           |                                       |